# أمير أباد بايين (حسين أباد كرمان)
امیر أباد بایین (بالفارسية: امیرآباد پایین) هي منطقة سكنية تقع في إيران في Hoseynabad Rural District. يقدر عدد سكانها بـ 202 نسمة بحسب إحصاء 2016.